# The Leading Hotels of the World
The Leading Hotels of the World (traduisible en français par « Les hôtels de premier plan du monde ») est un consortium hôtelier qui rassemble 375 hôtels de luxe dans 75 pays du monde. Son siège est situé à New York.

## Histoire
Le consortium a été créé en 1928 par des propriétaires hôteliers européens, sous le nom de The Luxury Hotels of Europe and Egypt,. Parmi les 38 hôtels fondateurs: le Negresco de Nice, le Mena House (en) du Caire, ou encore le King David de Jérusalem'.
Pour faciliter les contacts avec les professionnels et les touristes américains, un bureau est créé à New York : le Hotel Representative, Inc..
À la fin des années 1960, le consortium regroupe 70 hôtels-membres, tous en Europe. Au début des années 1970, il décide l'intégration de nouveaux établissements hors d'Europe. À la fin des années 1980, le consortium compte 235 hôtels-membres. Le consortium a ouvert de nouveaux bureaux, notamment en Asie, en Australie ou en Amérique du Sud. En 2016, le consortium compte 25 bureaux dans le monde.

## Admission
Pour rejoindre le consortium, un hôtel doit impérativement être classé dans la catégorie « luxe » du pays auquel il appartient et répondre à un cahier des charges regroupant plusieurs centaines de critères de confort, d'équipements et de services.
Le consortium fait appel à un cabinet d'expertise indépendant, Leading Quality Assurance, pour évaluer l'hôtel candidat de manière anonyme. Une fois le rapport du cabinet reçu, le comité exécutif du consortium décide d'admettre ou non l'hôtel parmi ses membres.